# Grand Prix Malajsie 2011
Grand Prix Malajsie 2011 (XIII Petronas Malaysian Grand Prix), 2. závod 62. ročníku mistrovství světa jezdců Formule 1 a 53. ročníku poháru konstruktérů, historicky již 842. Grand Prix se již tradičně jel na okruhu Sepang.

## Výsledky

### Kvalifikace
| Pozice              | Číslo | Jezdec             | Tým                  | 1. část  | 2. část  | 3. část  | Start |
| ------------------- | ----- | ------------------ | -------------------- | -------- | -------- | -------- | ----- |
| 1                   | 1     | Sebastian Vettel   | Red Bull-Renault     | 1:37.468 | 1:35.934 | 1:34.870 | 1     |
| 2                   | 3     | Lewis Hamilton     | McLaren-Mercedes     | 1:36.861 | 1:35.852 | 1:34.974 | 2     |
| 3                   | 2     | Mark Webber        | Red Bull-Renault     | 1:37.924 | 1:36.080 | 1:35.179 | 3     |
| 4                   | 4     | Jenson Button      | McLaren-Mercedes     | 1:37.033 | 1:35.569 | 1:35.200 | 4     |
| 5                   | 5     | Fernando Alonso    | Ferrari              | 1:36.897 | 1:36.320 | 1:35.802 | 5     |
| 6                   | 9     | Nick Heidfeld      | Renault              | 1:37.224 | 1:36.811 | 1:36.124 | 6     |
| 7                   | 6     | Felipe Massa       | Ferrari              | 1:36.744 | 1:36.557 | 1:36.251 | 7     |
| 8                   | 10    | Vitalij Petrov     | Renault              | 1:37.210 | 1:36.642 | 1:36.324 | 8     |
| 9                   | 8     | Nico Rosberg       | Mercedes             | 1:37.316 | 1:36.388 | 1:36.809 | 9     |
| 10                  | 16    | Kamui Kobajaši     | Sauber-Ferrari       | 1:36.994 | 1:36.691 | 1:36.820 | 10    |
| 11                  | 7     | Michael Schumacher | Mercedes             | 1:36.904 | 1:37.035 |          | 11    |
| 12                  | 18    | Sébastien Buemi    | Toro Rosso-Ferrari   | 1:37.693 | 1:37.160 |          | 12    |
| 13                  | 19    | Jaime Alguersuari  | Toro Rosso-Ferrari   | 1:37.677 | 1:37.347 |          | 13    |
| 14                  | 15    | Paul di Resta      | Force India-Mercedes | 1:38.045 | 1:37.370 |          | 14    |
| 15                  | 11    | Rubens Barrichello | Williams-Cosworth    | 1:38.163 | 1:37.496 |          | 15    |
| 16                  | 17    | Sergio Pérez       | Sauber-Ferrari       | 1:37.759 | 1:37.528 |          | 16    |
| 17                  | 14    | Adrian Sutil       | Force India-Mercedes | 1:37.693 | 1:37.593 |          | 17    |
| 18                  | 12    | Pastor Maldonado   | Williams-Cosworth    | 1:38.276 |          |          | 18    |
| 19                  | 20    | Heikki Kovalainen  | Lotus-Renault        | 1:38.645 |          |          | 19    |
| 20                  | 21    | Jarno Trulli       | Lotus-Renault        | 1:38.791 |          |          | 20    |
| 21                  | 24    | Timo Glock         | Virgin-Cosworth      | 1:40.648 |          |          | 21    |
| 22                  | 25    | Jérôme d'Ambrosio  | Virgin-Cosworth      | 1:41.001 |          |          | 22    |
| 23                  | 23    | Vitantonio Liuzzi  | HRT-Cosworth         | 1:41.549 |          |          | 23    |
| 24                  | 22    | Narain Karthikeyan | HRT-Cosworth         | 1:42.574 |          |          | 24    |
| 107% time: 1:43.516 |       |                    |                      |          |          |          |       |

### Závod
| Pozice | Číslo | Jezdec             | Tým                  | Kola | Čas/odstoupení | Start | Body |
| ------ | ----- | ------------------ | -------------------- | ---- | -------------- | ----- | ---- |
| 1      | 1     | Sebastian Vettel   | Red Bull-Renault     | 56   | 1:37:39.832    | 1     | 25   |
| 2      | 4     | Jenson Button      | McLaren-Mercedes     | 56   | +3.261         | 4     | 18   |
| 3      | 9     | Nick Heidfeld      | Renault              | 56   | +25.075        | 6     | 15   |
| 4      | 2     | Mark Webber        | Red Bull-Renault     | 56   | +26.384        | 3     | 12   |
| 5      | 6     | Felipe Massa       | Ferrari              | 56   | +36.958        | 7     | 10   |
| 6      | 5     | Fernando Alonso    | Ferrari              | 56   | +57.248        | 5     | 8    |
| 7      | 16    | Kamui Kobajaši     | Sauber-Ferrari       | 56   | +1:06.439      | 10    | 6    |
| 8      | 3     | Lewis Hamilton     | McLaren-Mercedes     | 56   | +1:09.957      | 2     | 4    |
| 9      | 7     | Michael Schumacher | Mercedes             | 56   | +1:24.896      | 11    | 2    |
| 10     | 15    | Paul di Resta      | Force India-Mercedes | 56   | +1:31.563      | 14    | 1    |
| 11     | 14    | Adrian Sutil       | Force India-Mercedes | 56   | +1:41.379      | 17    |      |
| 12     | 8     | Nico Rosberg       | Mercedes             | 55   | +1 kolo        | 9     |      |
| 13     | 18    | Sébastien Buemi    | Toro Rosso-Ferrari   | 55   | +1 kolo        | 12    |      |
| 14     | 19    | Jaime Alguersuari  | Toro Rosso-Ferrari   | 55   | +1 kolo        | 13    |      |
| 15     | 20    | Heikki Kovalainen  | Lotus-Renault        | 55   | +1 kolo        | 19    |      |
| 16     | 24    | Timo Glock         | Virgin-Cosworth      | 54   | +2 kola        | 21    |      |
| 17     | 10    | Vitalij Petrov     | Renault              | 52   | Nehoda         | 8     |      |
| Ret    | 23    | Vitantonio Liuzzi  | HRT-Cosworth         | 46   | Zadní spoiler  | 23    |      |
| Ret    | 25    | Jérôme d'Ambrosio  | Virgin-Cosworth      | 42   | Elektronika    | 22    |      |
| Ret    | 21    | Jarno Trulli       | Lotus-Renault        | 31   | Spojka         | 20    |      |
| Ret    | 17    | Sergio Pérez       | Sauber-Ferrari       | 23   | Elektronika    | 16    |      |
| Ret    | 11    | Rubens Barrichello | Williams-Cosworth    | 22   | Hydraulika     | 15    |      |
| Ret    | 22    | Narain Karthikeyan | HRT-Cosworth         | 14   | Přehřívání     | 24    |      |
| Ret    | 12    | Pastor Maldonado   | Williams-Cosworth    | 8    | Motor          | 18    |      |

## Průběžné pořadí šampionátu
Pořadí Poháru jezdců
| Pořadí | Jezdec           | Body |
| ------ | ---------------- | ---- |
| 1      | Sebastian Vettel | 50   |
| 2      | Jenson Button    | 26   |
| 3      | Lewis Hamilton   | 22   |
| 4      | Mark Webber      | 22   |
| 5      | Fernando Alonso  | 20   |

Pořadí Poháru konstruktérů
| Pořadí | Tým              | Body |
| ------ | ---------------- | ---- |
| 1      | Red Bull-Renault | 72   |
| 2      | McLaren-Mercedes | 48   |
| 3      | Ferrari          | 36   |
| 4      | Renault          | 30   |
| 5      | Sauber-Ferrari   | 6    |